# Светски дан гусака
Светски дан гусака се обележава сваког 29. септембра.

## Историјат
Светски дан гусака се незванично обележава од 18. века, а од 1970-их се званично обележава у Мифлину. Незванично је настао 1786. године у Пенсилванији, 1973. је постао званичан празник у Милфлину, а 1986. у округу реке Џунијата. Обележава се са циљем подизања свести о гускама као угрожених врста са црвене листе.
Код старих Египћана, бог земље Геб је приказиван са главом гуске, чији је знак коришћен за исписивање имена Геб у хијероглифима. Била је и света животиња Јуноне. Симбол гуске се јавља и код Индијанаца, посебно код северних племена, где представља сарадњу јер се верује да су ове животиње у стању да осете шта је потребно сваком члану јата да би преживео. Код Келта, гуска је била симбол лојалности и привржености породици и дому. У кинеској књижевности се појављују две врсте гусака – дивља која представља неку врсту гласника пошто су у стању да мигрирају на велике удаљености, могу да преносе поруке између двоје вољених који су удаљени једно од другог. Када се гуска појави сама, у кинеској култури, она је симбол губитка вољене особе или члана породице јер имају снажну везу и наклоност са другим члановима свог јата.